# Circuit Zolder
Circuit Zolder eller Omloop Terlamen Zolder är en racerbana 10 km norr om Hasselt, 56 km öster om Bryssel i Belgien.
Belgiens Grand Prix i formel 1 kördes på Zolderbanan under tio säsonger.
Världsmästerskapen i landsvägscykel avgjordes 2002 på Zolderbanan och vanns av Mario Cipollini på herrsidan och Susanne Ljungskog på damsidan.

## F1-vinnare
| Säsong | Förare           | Tillverkare   |
| ------ | ---------------- | ------------- |
| 1984   | Michele Alboreto | Ferrari       |
| 1982   | John Watson      | McLaren-Ford  |
| 1981   | Carlos Reutemann | Williams-Ford |
| 1980   | Didier Pironi    | Ligier-Ford   |
| 1979   | Jody Scheckter   | Ferrari       |
| 1978   | Mario Andretti   | Lotus-Ford    |
| 1977   | Gunnar Nilsson   | Lotus-Ford    |
| 1976   | Niki Lauda       | Ferrari       |
| 1975   | Niki Lauda       | Ferrari       |
| 1973   | Jackie Stewart   | Tyrrell-Ford  |